# Pinehurst Lake
Pinehurst Lake är en sjö i Kanada.   Den ligger i provinsen Alberta, i den centrala delen av landet, 2 700 km väster om huvudstaden Ottawa. Pinehurst Lake ligger 595 meter över havet. Arean är 43 kvadratkilometer. Den sträcker sig 9,6 kilometer i nord-sydlig riktning, och 10,2 kilometer i öst-västlig riktning.
I omgivningarna runt Pinehurst Lake växer i huvudsak blandskog. Trakten runt Pinehurst Lake är nära nog obefolkad, med mindre än två invånare per kvadratkilometer.